# مهرجان الفراشة الذهبية السينمائي
مهرجان الفراشة الذهبية السينمائي (بالتركية:Altın Kelebek Ödülleri) في تركيا أحد أهم واقدم المهرجانات في تركيا انطلق عام 1972 واستمر حتى اليوم حيث احتفل بدورته الأربعين عام 2013.

## تاريخه
انطلق المهرجان عام 1972 وفاز بدورته الأولى الفنانة التركية توركان شوراي

## الجوائز
تزايدت الجوائز منذ تأسيس المهرجان حتى وصلت عام 2014 إلى الجوائز التالية:
1. أفضل ممثل
2. أفضل ممثلة
3. أفضل مقدمة
4. أفضل مقدم
5. أفضل مسلسل محلي درامي
6. أفضل ممثل صغير
7. أفضل ثنائي
8. أفضل مسلسل أو عمل كوميدي
9. أفضل ممثل كوميدي
10. أفضل ممثلة كوميدية
11. أفضل فرقة موسيقية
12. أفضل موسيقى مسلسل
13. أفضل مخرج مسلسلات
14. جائزة أفضل مغني بوب
15. أفضل من قام بعمل موسيقى لأول مرة
16. أفضل برنامج مسابقات
17. أفضل مغنية أرابيسك
18. أفضل مغني تركي شعبي جائزة خاصة
19. أفضل كليب
20. أفضل سيناريو
21. أفضل مغنية بوب واغنية العام

## روابط خارجية
- الموقع الرسمي باللغة التركية

قالب:مهرجان الفراشة الذهبية السينمائي